# The Cry of Jazz
The Cry of Jazz is een Amerikaanse documentaire uit 1959. De film toont het leven van Afro-Amerikaanse kunstenaars en intellectuelen gedurende eind jaren vijftig. De film werd in 2010 opgenomen in het National Film Registry.